# کویاتین

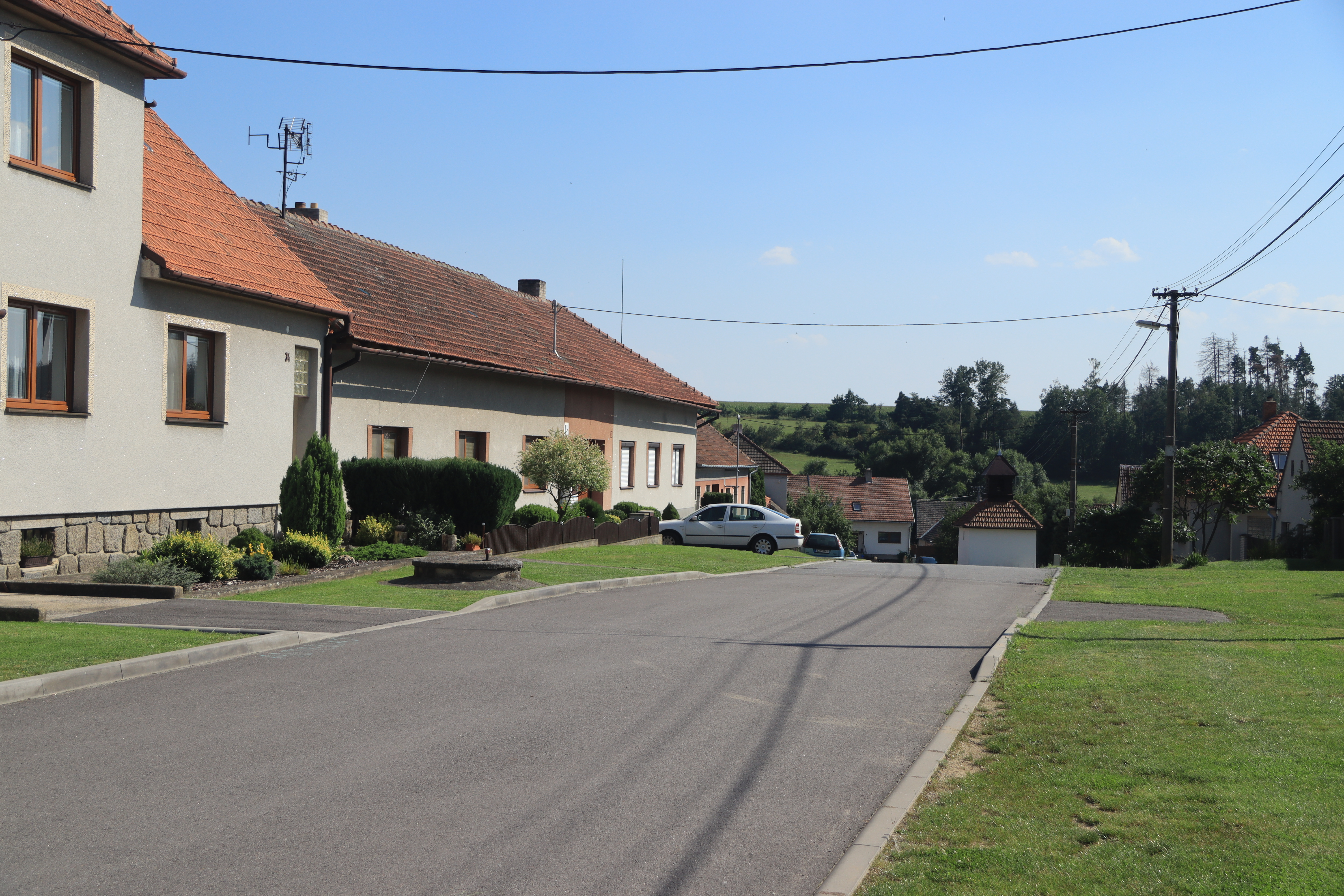
کویاتین

کویاتین (به چکی: Kojatín) یک منطقهٔ مسکونی در جمهوری چک است که در منطقه تربیچ واقع شده‌است.
 کویاتین ۴٫۴۸ کیلومتر مربع مساحت و ۷۷ نفر جمعیت دارد و ۴۷۰ متر بالاتر از سطح دریا واقع شده‌است.